# Raphaël Constant
Raphaël Constant (* 1. Dezember 1948 in Ronse) ist ein ehemaliger belgischer Radrennfahrer und nationaler Meister im Radsport.

## Sportliche Laufbahn
Constant war als Bahnradsportler aktiv. 1969 gewann er seine erste Medaille bei den nationalen Meisterschaften in Belgien, er wurde Zweiter in der Mannschaftsverfolgung. 1970 wurde er Vize-Meister im 1000-Meter-Zeitfahren hinter Georges Claes, ebenso wie 1971 hinter seinem späteren Tandempartner Manu Snellinx. 1972 gewann er die Meisterschaft im Omnium. 1973 wurde er Meister im Sprint und gewann drei weitere Medaillen in anderen Disziplinen. Den Titel im Zweier-Mannschaftsfahren gewann er 1974 gemeinsam mit Ferdi Van Den Haute. Im Meisterschaftsrennen der Amateure auf der Straße wurde er beim Sieg von Jean-Luc Vandenbroucke Dritter.
Im Sommer 1974 wurde er nach den Meisterschaften der Amateure Berufsfahrer. 1975 konnte er den Titel im Sprint gewinnen. Im Finale bezwang er Robert Van Lancker. Er wurde 1976 Vize-Meister. 1977 hatte er mit dem 2. Platz im Grand Prix de Fourmies sein bestes Ergebnis im Straßenrennen bei den Profis. Zum Ende der Saison 1978 beendete er seine Laufbahn im Radsportteam Groene Leeuw.